# Vālī Sarā
Vālī Sarā är en ort i Iran.   Den ligger i provinsen Gilan, i den nordvästra delen av landet, 240 km nordväst om huvudstaden Teheran. Vālī Sarā ligger 166 meter över havet och antalet invånare är 280.
Terrängen runt Vālī Sarā är kuperad åt sydväst, men åt nordost är den platt. Runt Vālī Sarā är det ganska tätbefolkat, med 111 invånare per kvadratkilometer. Närmaste större samhälle är Fūman, 13,5 km norr om Vālī Sarā. I omgivningarna runt Vālī Sarā växer i huvudsak blandskog.